# Sparkassen Open 2013
Lo Sparkassen Open 2013 è stato un torneo di tennis facente parte della categoria ATP Challenger Tour nell'ambito dell'ATP Challenger Tour 2013. È stata la 20ª edizione del torneo che si è giocata a Braunschweig in Germania dal 1° al 7 luglio 2013 su campi in terra rossa e aveva un montepremi di €106,000+H.

## Partecipanti singolare

### Teste di serie
| Nazionalità | Giocatore              | Ranking* | Testa di serie |
| ----------- | ---------------------- | -------- | -------------- |
| Germania    | Florian Mayer          | 34       | 1              |
| Argentina   | Horacio Zeballos       | 52       | 2              |
| Germania    | Tobias Kamke           | 68       | 3              |
| Rep. Ceca   | Jan Hájek              | 96       | 4              |
| Brasile     | Rogério Dutra da Silva | 100      | 5              |
| Rep. Ceca   | Jiří Veselý            | 109      | 6              |
| Argentina   | Federico Delbonis      | 113      | 7              |
| Serbia      | Dušan Lajović          | 114      | 8              |

- Ranking al 25 giugno 2013.

### Altri partecipanti
Giocatori che hanno ricevuto una wild card:
- Andreas Beck
- Jan Hájek
- Peter Heller
- Florian Mayer

Giocatori che sono passati dalle qualificazioni:
- Filip Krajinović
- Nils Langer
- Goran Tošić
- Alexander Ward (lucky loser)

Giocatori che hanno ricevuto un entry come special exempt:
- Máximo González

## Partecipanti doppio

### Teste di serie
| Nazionalità | Giocatore       | Nazionalità | Giocatore      | Ranking* | Testa di serie |
| ----------- | --------------- | ----------- | -------------- | -------- | -------------- |
| Rep. Ceca   | Lukáš Dlouhý    | Austria     | Oliver Marach  | 119      | 1              |
| Romania     | Florin Mergea   | Brasile     | André Sá       | 136      | 2              |
| Stati Uniti | Nicholas Monroe | Germania    | Simon Stadler  | 143      | 3              |
| Germania    | Andre Begemann  | Canada      | Adil Shamasdin | 147      | 4              |

- Ranking al 25 giugno 2013.

### Altri partecipanti
Coppie che hanno ricevuto una wild card:
- Marek Pešička /  Jiří Veselý
- Nils Langer /  Jan-Lennard Struff
- Andrej Golubev /  Ivan Serheev

## Vincitori

### Singolare
Florian Mayer ha battuto in finale  Jiří Veselý con il punteggio di 4–6, 6–2, 6–1

### Doppio
Tomasz Bednarek /  Mateusz Kowalczyk hanno battuto in finale  Andreas Siljeström /  Igor Zelenay con il punteggio di 6–2, 7–6(4)